# Woordketting
Een woordketting is een reeks woorden, die op een bepaalde manier bij elkaar horen. Woordkettingen worden vooral in het basisonderwijs gebruikt bij het leren lezen en om de taalvaardigheid van leerlingen spelenderwijs te bevorderen.

## Groep 1 en 2
In zijn eenvoudigste vorm is de woordketting een reeks woorden die op elkaar rijmen. De laatste klank van een volgend woord moet gelijk zijn aan die van het vorige. In een kringgesprek begint de leerkracht of een door hem aangewezen leerling met een willekeurig woord, waarop de volgende in de kring probeert een nieuw woord te vinden dat daarop rijmt.

## Groep 3
Als in groep 3 leerlingen afzonderlijke letters van elkaar kunnen onderscheiden is de opdracht woorden te vinden die met dezelfde letter beginnen. Iets moeilijker is het een rij woorden te maken, waarbij de laatste letters gelijk zijn. En de lastigste variant is die waarbij de eerste letter van een volgend woord gelijk moet zijn aan de laatste van het vorige woord. 
Ook nu komt de woordketting het best tot zijn recht in een kringgesprek.

## Middenbouw
In een hogere groep, wanneer de leerlingen het begrip lettergreep kennen en gewend zijn aan meerlettergrepige woorden, wordt de opdracht weer moeilijker: nu moet de eerste lettergreep van elk woord hetzelfde zijn. Voorbeeld: wassen - wasgoed - wasmachine - wasbeer - wassen. In plaats van de eerste kan ook hier gekozen worden voor de laatste lettergreep en opnieuw is de aardigste variant die waarbij de eerste lettergreep van een volgende woord gelijk is aan de laatste lettergreep van het vorige. 
Het groepsgesprek kan hier afgewisseld worden met het individueel opschrijven van de reeks woorden. Het spelelement is dan de opdracht om in een bepaalde tijd zo veel mogelijk woorden te vinden.

## Bovenbouw
In de bovenbouw van de basisschool kan nog een ander type woordketting gebruikt worden om niet alleen de woordenschat te vergroten, maar ook om de spellingsvaardigheid te bevorderen. Een volgend woord moet daarbij ontstaan uit een vorig woord door één  letter te vervangen door een andere. Ook mag één letter worden weggelaten of worden toegevoegd. Voorbeeld: goed - hoed - hoek - hok - bok - bot - bout - fout. De opdracht is opnieuw een zo lang mogelijke ketting te maken. 
Een andere mogelijkheid is te proberen vanuit een beginwoord via een zo kort mogelijke woordketting uit te komen bij een vooraf opgegeven eindwoord. Lukt het via een woordketting een verbinding te maken tussen de twee woorden, dan vormen de beide woorden een 'doublet'. Het paar (goed, fout) uit het bovenstaande voorbeeld is dus een doublet.
Dit type woordketting wordt ook wel het letterwisselspel genoemd. 